# Ana Carrasco Gabarrón
Ana Carrasco Gabarrón   (Cehegín, 10 de març de 1997) és una pilot de motociclisme espanyola que ha guanyat dos campionats del món: el de Supersport 300 el 2018 i el de motociclisme femení (WCR) el 2024, l'any en què es va instaurar aquest campionat. El seu títol del 2018 la convertí en la primera dona a proclamar-se campiona del món de motociclisme de velocitat i, a més, l'única a fer-ho competint contra homes.
Carrasco va debutar al mundial de motociclisme el 2013 en la categoria de Moto3, esdevenint la dona més jove a disputar una cursa d'aquest campionat. El 17 de setembre de 2017, a 20 anys, va esdevenir la primera dona a guanyar una cursa mundial de motociclisme en guanyar la ronda de Portugal, al circuit de l'Algarve, del campionat del món de Supersport 300.

## Carrera esportiva

### Primers anys
Carrasco va començar a conduir motocicletes a tres anys i va córrer la seva primera cursa el 2001 en la modalitat de minimotos. Posteriorment va competir en les cilindrades de 70, 80 i 125 cc.
Va debutar en el Campionat d'Espanya (CEV) de 2011 als 14 anys, fent història en convertir-se en la primera dona que puntuava en el campionat de 125cc. L'any següent, 2012, va aconseguir una altra fita amb la seua sisena plaça a la graella de sortida, la més alta obtinguda per una espanyola en el Campionat d'Espanya.

### Moto3

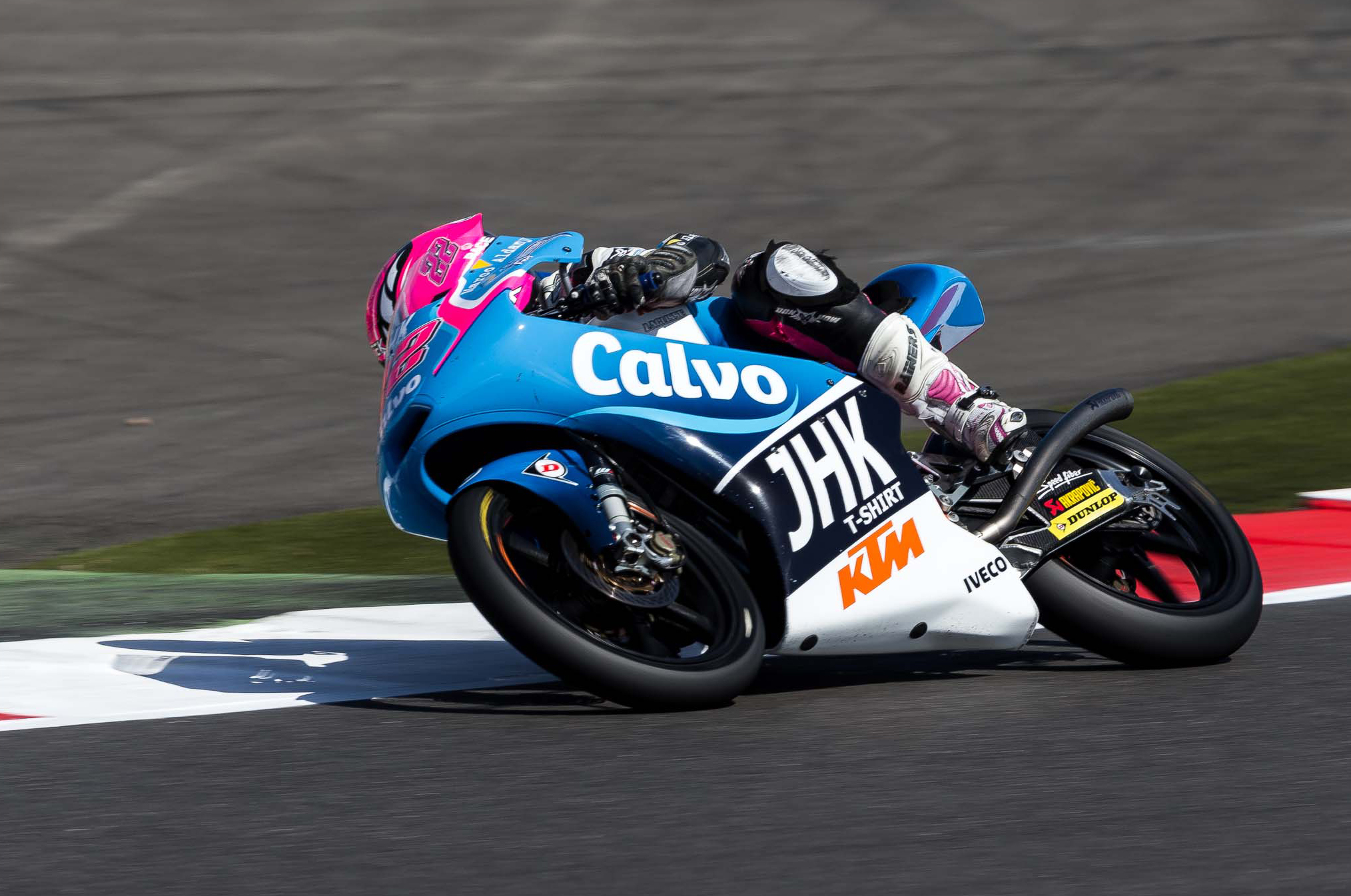
Carrasco a Silverstone el 2013

Carrasco fou la segona espanyola a disputar el Mundial de Motociclisme, després de la valenciana Elena Rosell. Va debutar-hi el 7 d'abril de 2013 en el Gran Premi de Qatar, la primera prova del calendari. La murciana, a 16 anys aleshores, pilotava una de les dues KTM oficials del "Team Calvo" i duia el número 22, que al seu moment va portar el director de l'equip Pablo Nieto.
El 13 d'octubre de 2013 va quedar en quinzè lloc al Gran Premi de Malàisia, obtenint 1 punt i convertint-se així en la primera espanyola a puntuar en un Mundial de Motociclisme.
La temporada de 2014 hi va competir amb l'equip "RW Racing".

### Supersport 300
El 2017, Carrasco va passar a competir al mundial de Supersport 300 pilotant una Kawasaki Ninja de l'equip ETG, obtenint la victòria en la cursa del circuit de l'Algarve. El 2018 se'n proclamà campiona del món i el 2019 hi acabà en tercer lloc.

### WCR

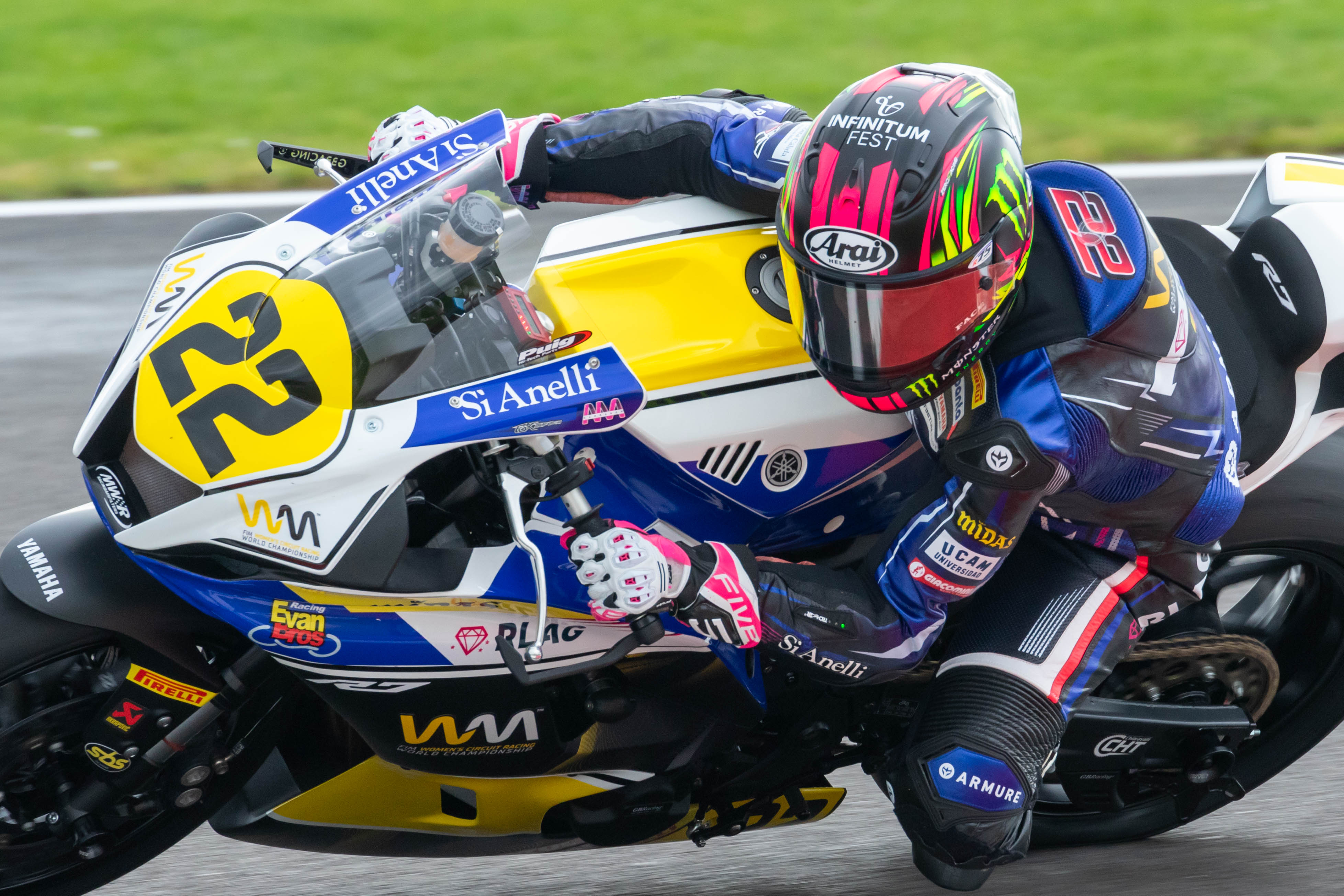
Ana Carrasco a Donington Park durant el WCR del 2024

El 2024, Carrasco va participar al Campionat del Món de motociclisme femení (WCR), tot just instaurat aquell any, i en va guanyar el títol en imposar-se a la seva principal rival, María Herrera.

## Palmarès

### Resultats al Mundial de motociclisme
Barem de puntuació de 1993 ençà:
| Posició | 1  | 2  | 3  | 4  | 5  | 6  | 7 | 8 | 9 | 10 | 11 | 12 | 13 | 14 | 15 |
| Punts   | 25 | 20 | 16 | 13 | 11 | 10 | 9 | 8 | 7 | 6  | 5  | 4  | 3  | 2  | 1  |

(Ids. Grans Premis | Llegenda) (Curses en negreta indiquen pole; curses en  itàlica indiquen volta ràpida)
| Any   | Categoria | Moto      | 1      | 2      | 3       | 4      | 5      | 6      | 7      | 8      | 9       | 10     | 11      | 12      | 13     | 14     | 15      | 16     | 17     | 18     | 19     | 20     | Pos | Pts |
| ----- | --------- | --------- | ------ | ------ | ------- | ------ | ------ | ------ | ------ | ------ | ------- | ------ | ------- | ------- | ------ | ------ | ------- | ------ | ------ | ------ | ------ | ------ | --- | --- |
| 2013  | Moto3     | KTM       | QAT 20 | AME 20 | ESP Ret | FRA 19 | ITA 26 | CAT 22 | NED 29 | GER 24 | INP 17  | CZE 23 | GBR 22  | SM 19   | ARA 20 | MAL 15 | AUS 19  | JPN 18 | VAL 8  |        |        |        | 21a | 9   |
| 2014  | Moto3     | Kalex KTM | QAT 24 | AME 21 | ARG 23  | ESP 23 | FRA 22 | ITA 20 | CAT 30 | NED 24 | GER 20  | INP 26 | CZE Ret | GBR 29  | SM 24  | ARA 22 | JPN     | AUS    | MAL    | VAL    |        |        | NC  | 0   |
| 2015  | Moto3     | KTM       | QAT    | AME 22 | ARG 26  | ESP 27 | FRA 18 | ITA 25 | CAT 23 | NED 23 | GER Ret | INP    | CZE     | GBR Ret | SM 25  | ARA 27 | JPN 29  | AUS 18 | MAL 23 | VAL 24 |        |        | NC  | 0   |
| 2022  | Moto3     | KTM       | QAT 20 | INA 19 | ARG Ret | AME 23 | POR 28 | ESP 23 | FRA 27 | ITA 22 | CAT 22  | GER 22 | NED 22  | GBR 23  | AUT 28 | SM 22  | ARA 25  | JPN 19 | THA 22 | AUS 23 | MAL 22 | VAL 28 | 32a | 0   |
| 2023  | Moto3     | KTM       | POR 23 | ARG 21 | AME 21  | ESP 22 | FRA 20 | ITA 22 | GER 27 | NED 24 | GBR 23  | AUT 25 | CAT 25  | SM 27   | IND 19 | JPN 22 | INA Ret | AUS    | THA    | MAL    | QAT    | VAL    | 35a | 0   |
| Font: |           |           |        |        |         |        |        |        |        |        |         |        |         |         |        |        |         |        |        |        |        |        |     |     |

### Resultats al Mundial de Supersport 300
(Ids. Rondes | Llegenda) (Curses en negreta indiquen pole; curses en  itàlica indiquen volta ràpida)
| Any  | Moto     | 1       | 2     | 3      | 4       | 5       | 6      | 7      | 8      | 9      | 10     | 11      | 12     | 13     | 14     | 15     | 16     | Pos. | Pts | Ref    |
| ---- | -------- | ------- | ----- | ------ | ------- | ------- | ------ | ------ | ------ | ------ | ------ | ------- | ------ | ------ | ------ | ------ | ------ | ---- | --- | ------ |
| 2017 | Kawasaki | SPA 10  | NED 7 | ITA 12 | GBR 9   | ITA 14  | GER 12 | POR 1  | FRA 20 | SPA 14 |        |         |        |        |        |        |        | 8a   | 59  | [ 11 ] |
| 2018 | Kawasaki | SPA 6   | NED 4 | ITA 1  | GBR 1   | CZE 11  | ITA 10 | POR 10 | FRA 13 |        |        |         |        |        |        |        |        | 1a   | 93  | [ 12 ] |
| 2019 | Kawasaki | SPA Ret | NED 8 | ITA C  | SPA 3   | SPA 3   | ITA 1  | GBR 19 | POR 3  | FRA 1  | QAT 5  |         |        |        |        |        |        | 3a   | 117 | [ 13 ] |
| 2020 | Kawasaki | SPA 6   | SPA 2 | POR 1  | POR Ret | SPA 2   | SPA 5  | SPA 4  | SPA 20 | SPA    | SPA    | FRA     | FRA    | POR    | POR    |        |        | 8a   | 99  | [ 14 ] |
| 2021 | Kawasaki | SPA 11  | SPA 5 | ITA 15 | ITA 1   | NED Ret | NED 15 | CZE 24 | CZE 21 | FRA 13 | FRA 11 | SPA Ret | SPA 29 | SPA 20 | SPA 18 | POR 15 | POR 21 | 16a  | 52  | [ 15 ] |

### Resultats al WCR
(Llegenda) (Curses en negreta indiquen pole; curses en  itàlica indiquen volta ràpida)
| Any  | Moto          | 1      | 2      | 3      | 4      | 5      | 6      | 7      | 8      | 9      | 10     | 11     | 12     | Pos. | Pts |
| ---- | ------------- | ------ | ------ | ------ | ------ | ------ | ------ | ------ | ------ | ------ | ------ | ------ | ------ | ---- | --- |
| 2024 | Yamaha YZF-R7 | MIS1 2 | MIS2 3 | DON1 1 | DON2 2 | ARG1 3 | ARG2 1 | CRE1 3 | CRE2 1 | EST1 1 | EST2 2 | JER1 2 | JER2 3 | 1a   | 244 |